# Friedrich Zimmermann (Botaniker)
Friedrich Zimmermann (* 24. Dezember 1855 in Wollbach bei Lörrach, Großherzogtum Baden; † 21. Mai 1928 in Mannheim) war ein deutscher Botaniker. Sein offizielles botanisches Autorenkürzel lautet „F.Zimm.“
Zimmermann war zusammen mit Hermann Poeverlein (1874–1957) und Walter Voigtlaender-Tetzner Herausgeber der Flora exsiccata rhenana. Sein Herbarium wird im Pollichia-Museum in Bad Dürkheim aufbewahrt.

## Werke
- Die Adventiv- und Ruderalflora von Mannheim, Ludwigshafen und der Pfalz. 1907 (2. Auflage. 1911).